# Pseudorchestoidea biolleyi
Pseudorchestoidea biolleyi is een vlokreeftensoort uit de familie van de Talitridae. De wetenschappelijke naam van de soort is voor het eerst geldig gepubliceerd in 1908 door Stebbing.